# Castell de Vernet (Vernet)
El Castell de Vernet és una antiga fortificació medieval del poble de Vernet, de la comuna del mateix nom, a la comarca del Conflent (Catalunya del Nord).
És situat al capdamunt del turó on es dreça el poble vell de Vernet, al costat de llevant de l'església parroquial, d'origen romànic, de Sant Sadurní de Vernet.
A partir del 885 comença a esmentar-se el castell, que era de domini comtal, i al voltant del qual es desenvolupà posteriorment el poble de Vernet. La seva senyoria va ser en mans de l'abadia de Sant Martí del Canigó fins a la Revolució Francesa, tot i que hi hagué moments de conflicte amb els Vernet, que tingueren infeudat el castell des del segle xiii. El 1428 patí els efectes d'un terratrèmol, i fou parcialment reconstruït a partir del 1440 per l'abadia del Canigó, que hi situà magatzems de gra i vi. El 1654 havia estat desmantellat per les tropes franceses del príncep de Conti. El 1793 fou comprat per un particular, que l'utilitzà de pedrera: va aterrar una part dels murs per a reaprofitar-ne els carreus.
Reconstruït el segle xix per la família Lacroix, fou en part refet, i s'hi van incloure peces procedents de Sant Martí del Canigó, tornà a ser reformat al segle xx, i actualment només conserva, de l'antic castell medieval (segles XII-XIII), una torre rectangular molt refeta. Avui dia és una residència privada.